# Atelopus elegans
Atelopus elegans är en groddjursart som först beskrevs av George Albert Boulenger 1882.  Atelopus elegans ingår i släktet Atelopus och familjen paddor. IUCN kategoriserar arten globalt som akut hotad. Inga underarter finns listade.

## Bildgalleri

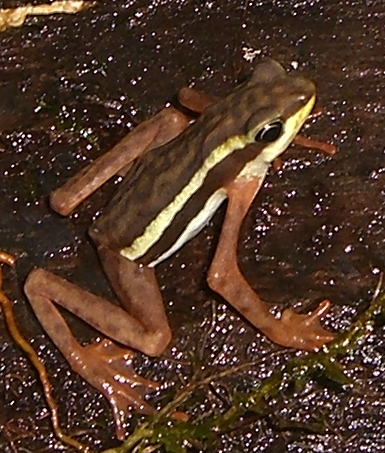
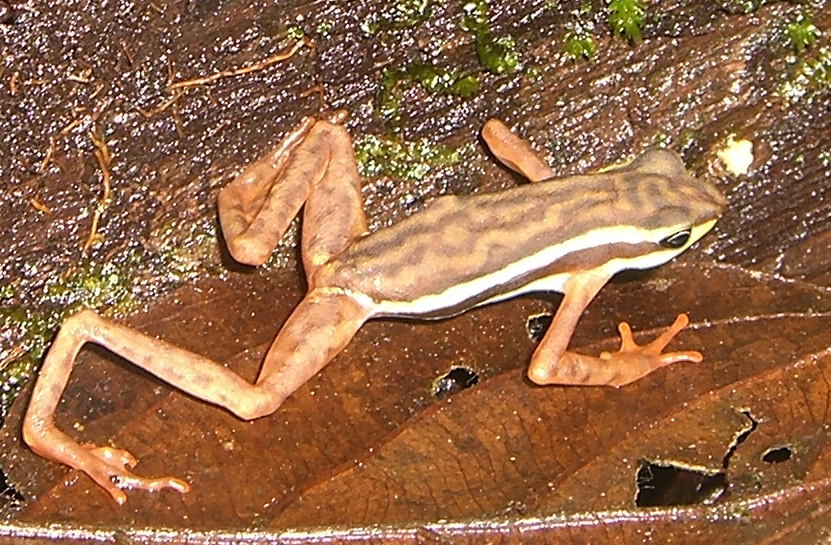
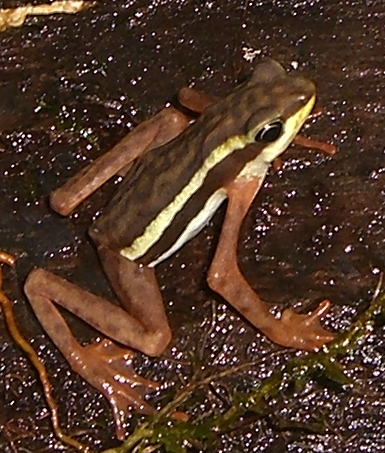
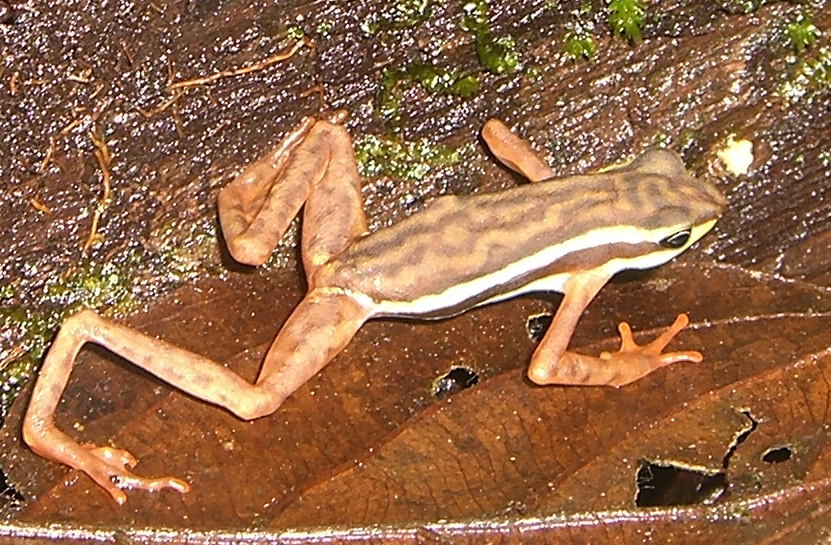